# Manafest
Manafest, pseudonimo di Chris Greenwood (Pickering, 19 luglio 1979), è un rapper canadese, esponente del christian hip hop.

## Discografia
Album in studio
- 2003 - My Own Thing
- 2005 - Epiphany
- 2006 - Glory
- 2008 - Citizens Activ
- 2010 - The Chase
- 2012 - Fighter
- 2014 - The Moment
- 2015 - Reborn
- 2017 - Stones
- 2019 - This Is Not The End
- 2022 - I Run With Wolves

Live
- 2011 - Live in Concert